# 艾尔弗雷德·斯威夫特
艾尔弗雷德·斯威夫特（英語：Alfred Swift，1931年6月25日—2009年4月13日），南非男子自行车运动员。他曾代表南非参加1952年和1956年夏季奥林匹克运动会自行车比赛，共获得一枚银牌和一枚铜牌。